# Giacomo Giordano
Giacomo Giordano, Taufname Geronimo (* um 1591 in Castel Baronia, Kampanien; † 9. November 1661 in Lacedonia, Kampanien) war ein italienischer Benediktiner und römisch-katholischer Bischof.
Giordano legte zwischen 1611 und 1615 das Gelübde als Benediktinermönch der Abtei Montevergine in Kampanien ab. In der Abtei und der Kongregation übernahm er zahlreiche Funktionen: Prior, Definitor, Abt, Novizenmeister, Visitator, Generalprokurator und viermal das Amt des Generalabts.
Giordano wurde am 28. Oktober 1651 zum Bischof der kleinen Diözese Lacedonia mit lediglich etwa tausend Einwohnern ernannt. Er bemühte sich um die religiöse Erneuerung der Diözese. Auch ließ er den Bischofspalast in Lacedonia neu errichten.

## Veröffentlichungen
- Vita sanctissimi patris Guilielmi Vercellensis abbatis. Fundatoris congregationis Montis Virginis. Neapel 1643 (Digitalisat).
- Croniche di Montevergine. Neapel 1649 (Digitalisat).